# 루이스버그 요새

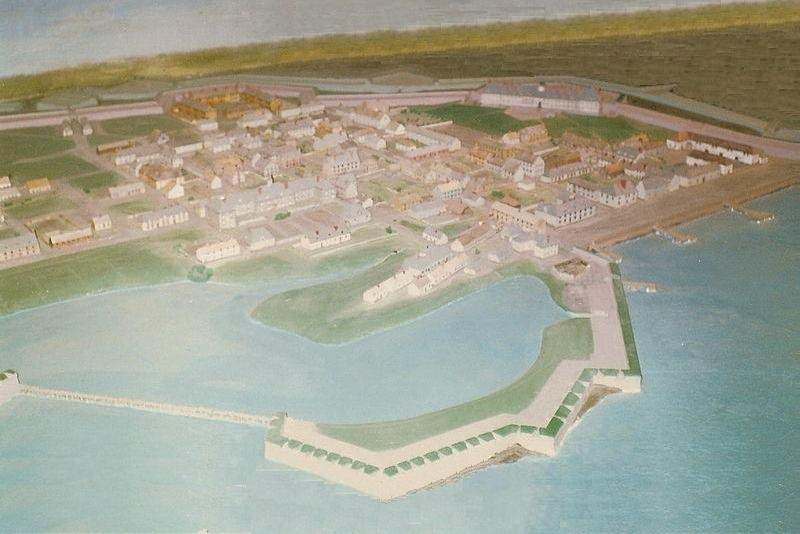
루이스버그 요새 모형

루이스버그 요새(Fortress of Louisbourg)는 캐나다 노바스코샤주 루이스버그에 있는 요새이다. 18세기에 건설된 프랑스군의 요새를 부분적으로 재건한 캐나다 국립 사적지이다.

## 역사
일 아얄(현재 케이프브레튼섬) 프랑스인의 개척은 17세기 초까지 거슬러 올라가서 현재 노바스코샤 반도 부근에 위치한 포트 로얄 등지에서 ‘베이 프랑세즈’(Baie Française, 현재의 펀디 만)에 집중한 아카디아의 개척지에 따른 정착지이다.
일 로얄 중부 동해안에 셍 제거(현재 세인트 앤)의 프랑스인 개척지는 1629년에 설립된 셍 제거 요새로 명명되어 1641년까지 계속되었다. 1651년에서 1659년까지 이 위치에 모피 무역 기지가 건설되었으나, 주의 캐나다 세인트로렌스강 및 오대호의 식민지(이 식민지는 현재의 퀘벡, 온타리오, 오하이오, 인디애나와 일리노이주 이 지역의 부분을 구성하는)와 프랑스령 루이지애나(현재 미시시피강 유역과 텍사스의 일부)의 아카디아 본토의 작은 농업 개척지에 집중하고 있었기 때문에, 일 로얄은 프랑스의 지배 아래에서는 활기가 시들해졌다.
1713년의 위트레흐트 조약으로 영국에 아카디아의 일부(노바스코샤 반도)와 뉴펀들랜드섬의 지배권을 양도했지만, 프랑스는 일 로얄, 일 셍 장(현재의 프린스에드워드섬)과 누벨 프랑스 지배는 유지했다. 일 로얄은 대서양 연안에 직접 접하고 있는 프랑스의 유일한 영토이며 (뉴펀들랜드에서 플로리다까지 영국이 지배했다), 뉴펀들랜드의 그랜드뱅크는 중요한 어장에 전략적으로 가까울 뿐만 아니라, 세인트로렌스만의 입구를 지키는 위치이기도 했다.
1713년, 프랑스는 포트 다우핀 건설에 착수하여, 원래 상 제거 요새 위치의 바다에서 지원을 제한하게 되었지만, 그 항구가 겨울에 얼어버리기 때문에 프랑스는 일 로얄 남동부 외곽에 또 다른 항구를 선택하게 되었다. 그 항구는 얼지 않고, 방어가 쉬웠기 때문에 곧 대서양 연안의 프랑스 해군의 동계 항구이며, 프랑스 왕을 따서 ‘아브르 루이스버그’(Havre Louisbourg)라고 이름 붙였다.

## 루이부르 - 요새 도시
1719년, 프랑스는 아브르 루이스버그를 보호하기 위해 남서 해안을 따라 위치한 요새 도시의 건설을 시작했고, 그곳을 루이부르(루이스버그)라고 이름 붙였다. 건설은 1745년에 있었던 영국군에 의한 1차 포위 직전에서야 완성하게 되었다. 건설에 투입된 막대한 프랑스의 푸타자 경제 성장은 그랜드뱅크에서의 어업에 거의 모든 기반을 두었고, 현재는 노바스코샤로 개명된 영국 식민지에 살고 있던 아카디아 사람들이 다소 유입되어 루이스버그 마을은 이내 번영하는 사회가 되었다.
건설이 진행되어 개척지와 경제가 성장함에 따라, 루이스버그는 곧 프랑스 누벨 프랑스와 서인도 제도에 있는 프랑스 식민지와 사이의 중요한 상업 중계지가 되었다. 이 마을은 큰 어업 기지가 되기도 했다. 종종 안개에 덮이는 항구의 항행을 위해 1734년에 마을과 강 건너 남쪽의 곶에 캐나다에서 최초의 등대인 루이스버그 등대가 건설되었다. 이 위치에 십자 포화를 퍼부을 수 있도록 포대가 계획되었지만, 완전히 건설되지는 못했다.

### 제1차 포위전:1745년
이 요새는 1745년과 1758년 두 차례에 걸쳐 대규모의 포위전을 당했다. 제1차 포위전에서 영국 해군 중대의 지원을 받은 뉴잉글랜드의 부대가 요새를 함락을 시켰다. 1745년 6월 16일, 뉴잉글랜드 공격대가 요새 함락에 성공한 것은 유럽 국가의 대부분을 깜짝 놀라게 했다. 이듬해 장 밥티스트 루이 프레드릭이 지휘하는 프랑스 원정대가 요새 탈환을 위해 파견되었지만, 요새에 도착하기도 전에 폭풍 및 질병, 영국 해군의 공격에 시달렸다.

### 루이스버그의 반환
뉴잉글랜드 군의 승리는 1748년 10월 18일에 체결된 엑스라샤펠 조약 (1748년)에서 오스트리아 왕위 계승 전쟁을 끝내고 루이스버그 요새가 영국 점령군으로부터 프랑스에 반환되면서 헛된 수고로 바뀌었다. 이 대가로 프랑스는 인도의 세인트 조지 요새를 영국에 반환했다. 뉴잉글랜드 군은 퇴각하면서, 요새의 예배당에 걸려 있던 유명한 루이스버그 십자가를 가져가 버렸다. 이 십자가는 20세기 후반에 하버드 대학의 문서보관 창고에서 겨우 발견됐다. 그것은 현재 루이스버그 역사 사적으로 장기 대여되고 있다.
1748년 엑스라샤펠 조약 때, 프랑스는 앨러게니산맥에서 로키산맥까지, 멕시코만에서 북극까지 모든 영토의 영유권을 주장했지만, 허드슨만 주변에 영국이 지배하고 있는 지역은 제외됐다. 실제로 세인트로렌스강 유역 이외의 땅은 대부분 지배하고 있지 않았지만, 미시시피 강에 많은 전진기지를 소유하고, 그 지역을 지배하는 원주민과 비공식적인 동맹을 맺고 있었다. 이것으로 프랑스가 마지막으로 미시시피 강 유역의 지배권을 획득하여 정착했지만, 대서양 영국령 식민지를 축출할 수 있다는 위기감이 생겼다.
루이스버그를 반환한 영국은 1749년에 체벅토 만에 요새화된 마을을 만들고, 그곳을 핼리팩스라고 이름 붙였다. 그곳은 곧 대서양 연안에서 가장 큰 해군 기지가 되었고, 많은 영국 정규군들을 유치했다. 제29 보병연대를 포함 많은 영국 육군 정규군이 그곳에 주둔했고, 그들은 항구와 정착지를 만들기 위해 그곳을 개간했다.

### 제2차 포위전: 1758년
영국령 북아메리카 식민지는 점차 확대를 거급해서, 프랑스군과 인디언 동맹이 소유권을 주장하고 있던 곳까지 뻗어왔다. 미국 식민지 사람이 서부로 이동할 수 있는 경로를 봉쇄하는 행위로, 논쟁이 일어났으며, 이것은 1754년 프렌치 인디언 전쟁으로 발전했고, 1756년에는 유럽 주요 강국도 모두 7년 전쟁에 말려들었다. 1757년에는 대규모 프랑스 해군을 동원하여 영국군의 루이스버그 습격 시도를 분쇄했다. 그러나 다음 해인 1758년에는 해군의 지원을 재대로 받지 못했고, 대규모 영국군의 공동 작전에 루이스버그 포위를 허용해서, 1758년 7월 26일 프랑스군은 항복할 수 밖에 없었다. 이 요새는 프랑스군이 이용할 수 없도록 1760년에 영국군 공병대에 의해 파괴되었고, 7년 전쟁 종전까지 버려진 상태였다.

## 유적지
이 요새터는 1920년 국립사적지로 지정되었다.
1961년 캐나다 정부는 빅터 맘 주지사의 주도로 1740년대에 전성기의 루이스버그를 복생하기 위해 마을과 요새의 1/4의 규모의 사적 복원에 착수했다. 이 작업은 고고학자, 역사학자, 토목기사 및 건축가 등 학계의 협조를 필요로 했다. 이 복원 작업에는 케이프 브레튼 공업 지구에서 실직한 석탄 광부 등을 고용하였다. 대부분은 정확한 복제를 만들기 위해 18세기 프랑스 석공술 등의 기술을 배웠다. 가능한 원래의 석재를 많이 사용했다.
오늘, 재건된 1/4을 포함 루이스버그 요새 전 지역은 국립 사적지로 지정되어 가이드와 가이드를 동반하지 않는 투어가 가능하다. 이 유적지에서는 무기의 설명과 시연도 가능하다. 여기에는 머스켓 총과 대포의 발사도 포함되어 있으며, 인형극도 볼 수 있다. 루이스버그 국립공원 내에 있는 박물관 즉 관리인 집(1935년부터 1936년경)은 국립 사적지의 항목별로 연방 문화유산 건축물이다. 이 박물관은 캐나다 박물관 협회, 캐나다 문화유산 정보망 및 캐나다 가상 박물관과 제휴하고 있다. 북대서양의 어업이 퇴조로 경제 다각화를 모색하고 있던 루이스버그의 마을은 요새가 큰 후원 경제적 후원이 되었다.